# Dragan Kusmuk
Dragan Kusmuk (28 de mayo de 1955) es un deportista yugoslavo que compitió en judo. Ganó una medalla de bronce en el Campeonato Europeo de Judo de 1985 en la categoría de +95 kg.
Participó en los Juegos Olímpicos de Seúl 1988, donde finalizó decimonoveno en la categoría de +95 kg.

## Palmarés internacional
| Campeonato Europeo | Campeonato Europeo | Campeonato Europeo | Campeonato Europeo |
| Año                | Lugar              | Medalla            | Categoría          |
| ------------------ | ------------------ | ------------------ | ------------------ |
| 1985               | Hamar (Noruega)    | Medalla de bronce  | +95 kg             |